# Włodzimierz Dworzaczek
Włodzimierz Dworzaczek (ur. 15 października?/28 października 1905 w Mińsku, zm. 23 września 1988 w Poznaniu) – polski historyk, heraldyk, genealog, profesor Uniwersytetu Adama Mickiewicza w Poznaniu.

## Życiorys
W obliczu ofensywy bolszewickiej 1920 przerwał naukę w gimnazjum i opuścił Mińsk z rodziną, przenosząc się do Łodzi, a następnie do Poznania, gdzie w 1925 zdał egzamin maturalny w Gimnazjum im. Karola Marcinkowskiego. Studiował nauki historyczne w Poznaniu, w 1932 obronił przygotowaną pod kierunkiem Adama Skałkowskiego rozprawę doktorską o życiu i działalności Ksawerego Działyńskiego. W 1928 przejął materiały heraldyczne zmarłego Artura Reiskiego i kontynuował jego (oraz wcześniej Adama Bonieckiego) prace nad Herbarzem polskim; opracował tom XVII dzieła, ale nie zdążył go opublikować – w 1944 rękopis wraz z archiwum Bonieckiego i Reiskiego spłonął w Bibliotece Krasińskich w czasie powstania warszawskiego. Dworzaczek stracił wówczas również jedyny egzemplarz przygotowanej do druku pracy doktorskiej. Podczas okupacji niemieckiej wiosną i latem 1943 prowadził badania w warszawskim Archiwum Głównym Akt Dawnych.
Od 1945 pracował na Uniwersytecie Adama Mickiewicza w Poznaniu, początkowo bezpłatnie, ale już od 1946 jako młodszy asystent seminarium historycznego i w kilka miesięcy później adiunkt. W 1947 habilitował się, ale ze względów politycznych habilitacja nie została zatwierdzona przez władze centralne.
W 1955 otrzymał Srebrny Krzyż Zasługi za zasługi w pracy naukowej i dydaktycznej. Od 1955 zajmował stanowisko docenta, od 1957 profesora nadzwyczajnego, a od 1968 profesora zwyczajnego. W latach 1958–1975 kierował Zakładem Historii Kultury Polskiej (do 1969 Katedra). W 1959 roku wydał pierwszy w literaturze polskiej podręcznik Genealogia, do którego dołączył 183 tablice genealogiczne polskich rodów monarszych i państw ościennych oraz polskich rodów możnowładczych.
Był jednym z redaktorów edycji Liber chamorum Waleriana Nekandy Trepki (1963). Pracował nad nowoczesnym herbarzem Materiały historyczno-genealogiczne do dziejów wielkiej własności w Wielkopolsce. Nie zdołał go ukończyć, ale pozostawił ponad 200 tysięcy rejestrów źródłowych, które znajdują się w Bibliotece Kórnickiej Polskiej Akademii Nauk i zostały wydane w formie elektronicznej jako Teki Dworzaczka.
Dnia 30 września 1975 profesor Dworzaczek przeszedł na emeryturę. W 70-lecie urodzin otrzymał tytuł Zasłużonego Nauczyciela PRL. Został pochowany na cmentarzu Miłostowo w Poznaniu (pole 44, kwatera 2, rząd 12, grób 19).

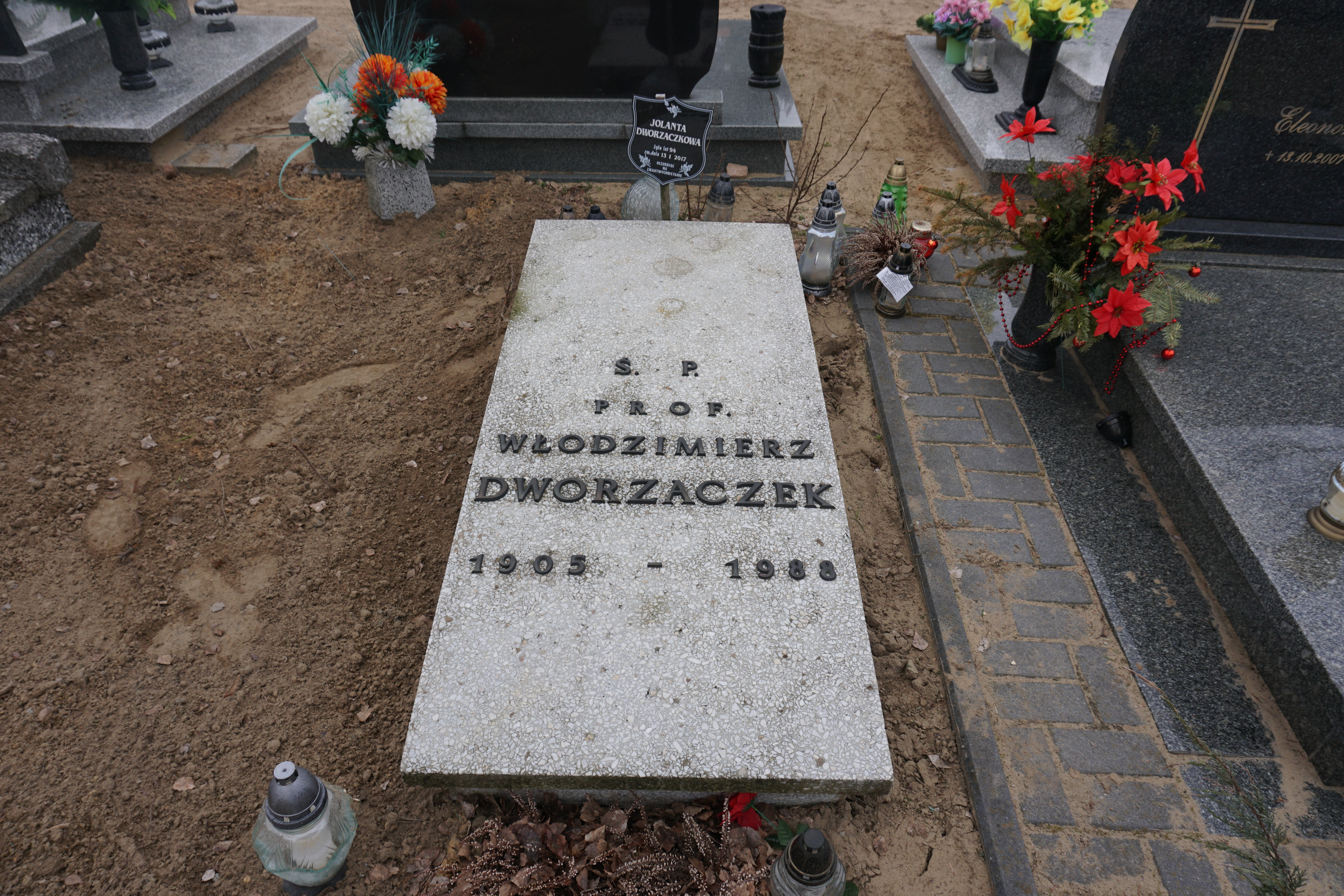
Grób profesora Włodzimierza Dworzaczka i Jolanty Dworzaczkowej na cmentarzu Miłostowo w Poznaniu

Jego żoną była Jolanta Dworzaczkowa, znawczyni dziejów reformacji i kontrreformacji, specjalistka od braci czeskich.

## Upamiętnienie
15 października 2007 w Archiwum Państwowym w Poznaniu odsłonięta została tablica pamiątkowa w hołdzie Włodzimierzowi Dworzaczkowi oraz zorganizowana została poświęcona jego osobie wystawa. Pobliski skwer nazwano jego imieniem w 2014.

## Wybrane publikacje
- Archiwum Czapskich w Smogulcu, Poznań 1938.
- Schlichtingowie w Polsce, Warszawa: Gebethner i Wolff 1938.
- „Dobrowolne” poddaństwo chłopów, Warszawa: Ludowa Spółdzielnia Wydawnicza 1952.
- Akta sejmików województw poznańskiego i kaliskiego z lat 1572–1632, Poznań:PWN, T. 1. cz. 1 1957. T. 1. cz. 2. 1962.
- Genealogia, cz. 1–2, Warszawa: PWN 1959.
- Leliwici Tarnowscy. Z dziejów możnowładztwa małopolskiego. Wiek XIV–XV, Warszawa: „Pax” 1971.
- Hetman Jan Tarnowski. Z dziejów możnowładztwa małopolskiego, Warszawa: „Pax”, 1985.
- Ksawery Działyński 1756–1819, Kórnik: Biblioteka Kórnicka 2006.
- około 200 haseł w Polskim Słowniku Biograficznym